# Pseudosciara melanocephala
Pseudosciara melanocephala är en tvåvingeart som först beskrevs av Rubsaamen 1894.  Pseudosciara melanocephala ingår i släktet Pseudosciara och familjen sorgmyggor.
Artens utbredningsområde är Surinam. Inga underarter finns listade i Catalogue of Life.